# Glenn K. Otis
Glenn Kay Otis (Plattsburgh, 15 de marzo de 1929 - Carlisle, 21 de febrero de 2013) fue un general retirado de cuatro estrellas del Ejército de los Estados Unidos que se desempeñó como comandante general del Comando de Entrenamiento y Doctrina del Ejército de los Estados Unidos (CG TRADOC) de 1981 a 1983, y como comandante en jefe del Ejército de los Estados Unidos en Europa, Grupo del Ejército Central (CINCUSAREUR/COMCENTAG) de 1983 a 1988.

## Biografía
Otis nació en Plattsburgh, Nueva York. Se alistó en el Ejército de los Estados Unidos en 1946 y sirvió en la ocupación de Corea posterior a la Segunda Guerra Mundial. Más tarde fue elegido de entre las filas para asistir a la Academia Militar de los Estados Unidos, de la que se graduó en 1953. Tiene una maestría en Matemáticas del Instituto Politécnico Rensselaer y, en 1965, fue uno de los primeros oficiales estudiantiles en recibir una maestría en Arte y Ciencias militares de la Escuela de Comando y Estado Mayor.
Durante la Guerra de Vietnam, Otis se distinguió en la Ofensiva Tet como comandante del 3.° Escuadrón del 4.° Regimiento de Caballería, 25.ª División de Infantería. Durante el ataque de la ofensiva Tet a la base aérea de Tan Son Nhut, su unidad se enfrentó a un batallón enemigo de 600 hombres, su escuadrón mató a 300 y tomó 24 prisioneros. A lo largo de su servicio en Vietnam, Otis recibió la Cruz por Servicio Distinguido,la Estrella de Plata y el Corazón Púrpura con Racimo de Hoja de Roble, la Legión al Mérito y ocho Medallas Aéreas. El escuadrón que comandaba recibió la Mención de Unidad Presidencial.
Como general de brigada, fue asignado como director de la Fuerza de Tarea de Tanques XM-1 en 1974, dos años después de su inicio, supervisando el cambio de motor, las disposiciones adoptadas para la futura actualización del cañón principal de 105 mm a M256 de 120 mm, la torreta fue estabilizado para permitir disparar en movimiento, se integró tecnología avanzada de visión nocturna y se mejoraron la suspensión, el blindaje y la movilidad.
Los destinos profesionales claves durante su carrera fueron: subjefe de Estado Mayor, Agencia de Desarrollo de Combate de Armas Combinadas, Fort Leavenworth, 1976–78; comandante de la 1.ª División Blindada, 1978–79; subjefe de Estado Mayor, Operaciones y Planes, Departamento del Ejército, 1979–81; comandante general del Comando de Doctrina y Entrenamiento del Ejército de los Estados Unidos, 1981–83; y comandante en jefe dle Ejército de los Estados Unidos en Europa, 1983–88.
Durante su jubilación, Otis se ha mantenido activo como miembro principal del Instituto de Guerra Terrestre, la Asociación del Ejército de los Estados Unidos y como miembro de la Junta de Ciencias del Ejército. También se desempeñó como miembro de la Comisión de Servicios Armados de la Cámara para Evaluar la Organización y Gestión del Espacio de Seguridad Nacional de los Estados Unidos en 2000, que fue presidida por Donald Rumsfeld.
Murió en un hospital de Carlisle, Pensilvania en 2013 por complicaciones de un ataque cardíaco y un aneurisma. Tenía 83 años.

## Mención de la Cruz por Servicio Distinguido
- Otis, Glenn K. Teniente coronel (Blindados), Ejército de los EE. UU.
- Tropa del Cuartel General, 3.° Escuadrón, 4.° Regimiento de Caballería, 25.ª División de Infantería
- Fecha de acción: 31 de enero de 1968
- Órdenes Generales n.º 2546 (28 de mayo de 1968) Ciudad de origen: Vicksburg, Míchigan

Mención:
La Cruz de Servicio Distinguido se entrega a Glenn K.Otis, Teniente Coronel (Blindados), Ejército de los EE. UU., Por su extraordinario heroísmo en relación con operaciones militares que involucran conflictos con una fuerza armada hostil en la República de Vietnam, mientras prestaba servicio con la Tropa del Cuartel General, 3.º Escuadrón, 4.ª Caballería, 25.ª División de Infantería. El teniente [sic] Otis se distinguió por acciones excepcionalmente valerosas el 31 de enero de 1968 como comandante de un escuadrón de caballería que se defendía contra la ofensiva comunista del Año Nuevo Lunar en la Base Aérea de Tan Son Nhut. Las fuerzas del Viet Cong y del Ejército de Vietnam del Norte lanzaron un ataque masivo en la base y penetraron la alambradaadefensivo. El coronel Otis respondió a una llamada de ayuda e inmediatamente dirigió a su escuadrón para reforzar a los elementos amigos asediados. Desafiando devastadores disparos de cohetes, ametralladoras y morteros, ordenó repetidas pasadas de vuelo bajo sobre las posiciones enemigas para evaluar la situación rápidamente cambiante y coordinar hábilmente las defensas de su unidad. Su aparato fue derribado en tres ocasiones por la intensa descarga enemiga, pero se negó a abandonar el área de batalla y rápidamente aseguró otro helicóptero cada vez. La batalla creció en intensidad, mientras aterrizaba sin miedo en medio de una cortina de fuego para coordinarse con sus comandantes terrestres y alentar a sus hombres a continuar con su firme defensa. Su liderazgo hábil y agresivo inspiró a sus hombres a repeler el ataque y obligar a los insurgentes decididos a retirarse. Informado de que una fuerza del Viet Cong de tamaño estimado de un batallón, situado fuera del perímetro, amenazaba la base aérea, rápidamente dirigió a su unidad en una operación de búsqueda y destrucción. Exponiéndose repetidamente al salvaje fuego enemigo, dirigió a sus hombres en un feroz ataque que destruyó totalmente las fuerzas enemigas. Su valiente liderazgo en el fragor de la batalla fue fundamental para evitar que la vital instalación militar cayera en manos del enemigo. El extraordinario heroísmo y la devoción al deber del teniente coronel Otis estuvieron en consonancia con las más altas tradiciones del servicio militar y reflejan un gran crédito para él, su unidad y el Ejército de los Estados Unidos.